# Ko Un
Ko Un, in hangŭl: 고 은 (Gunsan, 1º agosto 1933), è un poeta, scrittore, saggista, autore teatrale e pittore sudcoreano, tra le figure più rappresentative della Corea del Sud contemporanea.
( Ko Un  da Songs for Tomorrow, 1992)

## Biografia

### I primi anni di vita
Ko Un nasce a Gunsan, nella provincia sudcoreana del Jeolla Settentrionale, nel 1933, durante l'occupazione giapponese della Corea, e sarà il testimone delle vicende dolorose che il suo Paese dovrà affrontare nell'arco di numerosi decenni: dalla dominazione coloniale giapponese, agli orrori della Seconda guerra mondiale, dalla guerra fratricida della Corea del 1950-53 alla sua divisione al trentottesimo parallelo durante la Guerra fredda, dalle numerose dittature militari susseguitesi per poi giungere negli anni novanta a testimoniare una "pacifica rivoluzione" che conduce alla guida della Repubblica di Corea come governo democratico e progressista.
Primogenito di una modesta famiglia, sia per il livello economico che culturale, apprende dal nonno la storia coreana e il perché della resistenza all'occupazione giapponese. Legato da profondo affetto alla nonna materna, che morirà durante l'esodo del dopoguerra coreano, scriverà  una poesia a lei dedicata nella raccolta poetica Nanimbo.

### La scuola
Ko Un inizia le scuole nel periodo in cui l'uso della lingua coreana, essendo il Paese dietro gestione di un'amministrazione coloniale giapponese, era in esse vietato e, come egli stesso ricorda, anche il suo nome era stato cambiato in Dakkabayai Dorasuke. Affronta gli studi con grande impegno e già all'età di otto anni conosce i testi della letteratura classica cinese. Nel 1945 inizia a scrivere i suoi primi versi ispirato da un libro trovato per caso sulla strada di casa mentre ritorna dalla scuola media che frequentava a quattro chilometri da casa sua. Il libro, che lo colpisce enormemente, era una raccolta del poeta lebbroso Han Haun intitolato "Poesie scelte".

### L'insegnamento e la guerra
Nel 1950 gli viene assegnata una cattedra nella scuola media di Kunsan dove insegna coreano e arte, ma nel mese di giugno scoppia la guerra facendo precipitare il paese, che si sollevava a fatica dalla trascorsa dominazione coloniale, nell'orrore della distruzione e sconvolgendo a tal punto il giovane che tenterà il suicidio. Si salva ma perde per sempre l'uso di un orecchio.

### Il monachesimo
Nel 1952, stanco degli orrori visti, trova rifugio nella religione e diventa monaco buddista dedicandosi allo studio della meditazione Sǒn con il maestro Hyobong. Viaggia per alcuni anni senza sosta vivendo di elemosina finché nel 1957, insieme ad un altro monaco, fonda il "Buddhist Newspaper" e ne diventa il direttore. Riprende così l'impegno poetico e inizia a pubblicare saggi e poesie.

### Le prime opere
Il 1958 sarà l'anno del suo debutto letterario con una poesia dal titolo "Tubercolosi" che pubblica sulla rivista "Modern Poetry" con l'incoraggiamento del poeta Co Chihun. La sua prima raccolta di poesie, Other World Sensibility, esce nel 1960 quando il giovane monaco è ormai famoso negli ambienti buddhisti e letterari.

### Il ritorno alle vesti laiche
Nel 1962, deluso ancora una volta dalla corruzione che vige nel clero buddista, decide di abbandonare la vita monastica per riprendere le vesti di laico e lo dichiara sul quotidiano "Hankook Ilbo" con un Manifesto di rinuncia. Per tre anni, dal 1963 al 1966, vive sull'isola Cheju dove insegna gratuitamente coreano e arte in una scuola di carità. In questo periodo legge Il placido Don di Michail Sholokhov in traduzione giapponese ma la vastità e grandezza del testo lo sconforta e brucia tutti i suoi manoscritti che ritiene, al confronto, misera cosa. Non è questo un periodo sereno per il poeta che, depresso dall'alcool e dall'insonnia, tenta nuovamente il suicidio. Continua comunque a scrivere e pubblica il suo secondo volume in versi Seaside Poems: God, The Last Village of Languages.

### Il periodo nichilista
Nel 1967 il poeta fa ritorno a Seul dove ha inizio un terribile periodo nichilista nel quale, pur continuando a scrivere, non migliora il suo stato psicologico che lo porta a bere e ad ubriacarsi e nel 1970 a tentare per la terza volta il suicidio con il veleno rimanendo in coma per trenta ore.

### La ripresa
Nel 1973 un profondo cambiamento avviene nella vita del poeta che, abbandonato e rinnegato l'atteggiamento nichilista, diventa un appassionato militante nazionalista impegnandosi negli eventi storici e sociali contemporanei. Profondamente coinvolto nel movimento per i diritti umani e nel movimento dei lavoratori dirige la sua protesta contro il tentativo del presidente Park Chung-hee di emendare la costituzione e salire al potere.

### La lotta per i diritti umani
Gli anni che vanno dal 1974 al 1978 lo vedono sempre più impegnato nella lotta per i diritti umani. Nel 1974 viene fondata l'Associazione degli scrittori per la Libertà e il poeta ne diventa primo segretario generale, mentre nel 1978 sarà eletto rappresentante dell'Associazione per i diritti umani. Inserito nelle liste nere della KCIA (Korean Central Intelligence Agency), i servizi segreti della Corea del Sud, nel 1974 viene arrestato e imprigionato per la prima volta.  Nello stesso anno riceve il "Korean Literature Prize".  Risalgono a questi anni, nei quali non smette mai di scrivere, le raccolte On the Way to Munui Village (1977), Going into Mountain Seclusion (1977), Early Morning Road (1978), le traduzioni dai classici cinesi Selected Poems of Tu Fu, i saggi e le biografie di famosi poeti e artisti, come Critical Biography of Yi Joong-Sup, Han Hong-Un, Critical biography of the Poet Yi Sang.
Nel 1979 il poeta viene eletto vicepresidente dell'Associazione per l'unità nazionale e, imprigionato per la seconda volta, sarà presto scarcerato. Nel frattempo la situazione del paese si sta facendo sempre più critica. Assassinato nell'ottobre del 1979 il presidente Park Chung-hee, la dittatura riprende il potere nel 1980 con il colpo di Stato del generale Chun Doo-Hwan e nel maggio dello stesso anno Ko Un, accusato di alto tradimento, viene imprigionato per la terza volta e condannato all'ergastolo ma sarà liberato nell'agosto del 1982 grazie ad un'amnistia.

### Una nuova svolta

#### Il matrimonio
Nel 1983 la vita del poeta subisce una nuova svolta. Conosce Lee Sang-Wha, docente universitaria di letteratura inglese e il 5 maggio dello stesso anno si sposa e si trasferisce a sud di Seul, nella piccola città di Ansǒng dove pubblica i due volumi Collected Poems e gli nasce la figlia Cha-Ryong.

#### L'intensa e serena vena creativa
Da questo momento la vena creativa di Ko Un diventa più ricca e scrive e pubblica numerose opere di poesia, prosa e saggistica (Homeland Stars (1984), Pastoral Poems (1986), Fly High, Poem! (1986), Your Eyes (1988), Morning Dew (1990). Tra il 1986 e il 1997 inizia la pubblicazione dei primi quindici volumi di Maninbo (Diecimila vite) e tra il 1987 e il 1994 quella di Paektu Mountain: An epic in sette volumi e inoltre la prima serie di venti volumi dei Collected Works e i cinque volumi della sua Autobiography.

#### I vari premi e le numerose pubblicazioni
Nel 1987 riceve per la seconda volta il "Korean Literature Prize", ma nel 1989 viene incarcerato per la quarta volta. Nello stesso anno riceve il "Manhae Literary Prize". Riceve il "Jong-Ang Cultural Prize" nel 1991, anno della pubblicazione di For Tears, Sea Diamond Mountain, What!-Zen poems!, Garland Sutra: A Novel, e dal 1991 al 1994 sarà Presidente dell'Associazione degli scrittori per la letteratura nazionale.
Gli anni tra il 1994 e il 1998 lo vedono impegnato nell'insegnamento presso la Graduate school della Kyonggi University a Seul e sempre nel 1994 ottiene il "Daesan Literary Prize". Nel 1995 esce la raccolta di versi Dokdo Island ed esce anche il romanzo Chongsun Arirang. Nel 1997 si reca per un viaggio di quaranta giorni nel Tibet e sull'Himalaya e pubblica la raccolta di poesie A Memorial Stone oltre a un libro di saggi dal titolo At the Living Plaza.

#### Negli Stati Uniti
Su invito dell'Harvard Yenching Institute trascorre un anno negli Stati Uniti (1999) dove, presso l'Università della California, insegna letteratura coreana moderna per la durata di un semestre, mentre proseguono le pubblicazioni delle sue opere: il poema epico Far, Far Journey, i due volumi del romanzo Sumi Mountain, il libro di viaggi Mountains and Rivers, My mountain and Rivers, oltre a un testo di critica poetica dal titolo Morning with Poetry. Sempre nel 1999 riceve il "Buddhist Literature Prize".

#### L'ultimo fervido periodo e le candidature al premio Nobel
Risale al 2000 la pubblicazione dei due volumi di poesie South and North e The Himalayas e il viaggio nella Corea del nord come delegato per l'incontro al vertice tra i leader delle due Coree. Viene nel frattempo eletto co-presidente del "National Trust of Korea". Nel 2001 esce la raccolta di poesie brevi dal titolo Flowers of a moment, tradotta anche in italiano nel 2006 con il titolo Fiori d'un istante. Esce anche la raccolta in prosa intitolata The Road Has Traces of Those Who Went Before.
Nel 2002 viene pubblicata la raccolta in versi  Poetry Left Behind e il poeta si dedica all'opera completa in 38 volumi dal titolo Ko Un's Complete Works oltre a pubblicare la raccolta poetica Late-Coming Song. Viene anche nominato per la prima volta candidato per la Corea al Premio Nobel per la Letteratura. I volumi 16-20 della raccolta poetica Ten Thousand Lives escono nel 2003 e nel 2004 il poeta ottiene diverse nomine, tra le quali quelle di presidente del "Korean Literary Peace Forum" e, per la seconda volta, la candidatura al Premio Nobel per la Letteratura.
Il 2005 lo vede impegnato in una visita alla Corea del Nord per partecipare ad un comitato congiunto per la stesura di un dizionario pan-coreano. Vengono intanto annunciate le pubblicazioni dei volumi 21-25 di Ten Thousand Lives e gli giunge la terza nomina a candidato al Premio Nobel che lo vede tra i finalisti. Nello stesso anno riceve il "Literary Award for Unification" e il "Bijorns Ordere for Literature".

## Lo stile
Ha scritto poesie in quasi ogni genere immaginabile, di fatto su ogni tema. Le sue prime poesie erano perlopiù brevi liriche contrassegnate da una manifestazione straordinariamente sensuale di intensità verbale. Molto spesso, le sue poesie sono ispirate dalla visione di scorci di paesaggi, da parte di un individuo o in un ricordo fugace. Queste poesie possono essere piuttosto lunghe o molto brevi. È autore di una raccolta di poesie Zen, nonché di altre raccolte di brevi epigrammi. Ha inoltre scritto un'epopea in 7 volumi, Baektusan, sulla lotta coreana per l'indipendenza dal Giappone.
La sua più straordinaria impresa poetica è il Maninbo (Ten Thousand Lives, ovvero "Diecimila vite"), serie attualmente (2006) giunta al volume 23, nella quale egli rievoca ogni persona da lui conosciuta personalmente o incontrata nel corso delle sue conferenze durante la sua vita. Nonostante una concezione sbagliata che su di lui è stata formulata, la politica e la lotta non sono mai state pervasive nei suoi lavori pubblicati, benché egli leggesse poesie di protesta a tutte le più importanti manifestazioni pro-democrazia durante gli anni settanta e ottanta. Le sue poesie sono intensamente spontanee, caratterizzate da un linguaggio vernacolare più che da una finezza letteraria.

### Opere
Ko Un ha pubblicato oltre centoventi volumi, tra cui molti volumi di poesia, varie opere di narrativa (in particolare narrativa buddista), autobiografia, teatro, saggi, traduzioni dal cinese classico, libri di viaggi, ecc. Selezioni di sue opere sono state tradotte in inglese (6-7 volumi), spagnolo (4-5 volumi), italiano, francese, tedesco, giapponese, cinese, vietnamita, ceco, bulgaro, svedese e danese.

### Poesia
- Other World Sensibility (1960)
- Seaside Poems: God, the Last Village of Languages (1966)
- Sentence to Death (1960, 1988)
- Senoya: Little Songs (1970)
- On the Way to Munui Village (1977)
- Going into Mountain Seclusion (1977)
- The Continent 1-9 (1977)
- Early Morning Road (1978)
- Homeland Stars (1984)
- Pastoral Poems (1986)
- Fly High, Poems! (1986)
- The Person Who Should Leave (1986)
- Sumi Mountain (1987)
- Nirvana (1988)
- Your Eyes (1988)
- My Evening (1988)
- The Grand March of That Day (1988)
- Morning Dew (1990)
- For Tears (1991)
- One Thousand Years' Cry and Love: Lyrical Poems of Paektu Mountain (1990)
- Sea Diamond Mountain (1991)
- What?-Zen Poems (1991)
- Songs on the Street (1991)
- Song of Tomorrow (1992)
- The Road Not Yet Taken (1993)
- Songs for ChaRyong (1997)
- Dokdo Island (1995)
- Ten Thousand Lives, 15 volumi (1986-1997)
- Paektu Mountain: An Epic, 7 volumi (1987-94)
- A Memorial Stone (1997)
- Whispering (1998)
- Far, Far Journey (1999)
- South and North (2000)
- The Himalayan Poems (2000)
- Flowers of a Moment (2001)
- Poetry Left Behind (2002)
- Late Songs (2002)
- Ten Thousand Lives, Volumi 16-20 (2003)
- Ten Thousand Lives, Volumi 21-23 (2006)

### Romanzi
- Cherry Tree in Another World (1961)
- Eclipse (1974)
- A Little Traveler (1974)
- Night Tavern: A Collection of Short Stories (1977)
- A Shattered Name (1977)
- The Wandering Souls: Hansan and Seupduk (1978)
- A Certain Boy: A Collection of Short Stories (1984)
- The Garland Sutra (Little Pilgrim) (1991)
- Their Field (1992)
- The Desert I Made (1992)
- Chongsun Arirang (1995)
- The Wandering Poet Kim, 3 volumi (1995)
- Zen: A Novel, 2 volumi (1995)
- Sumi Mountain, 2 volumi (1999)

### Saggi
- Born to be Sad (1967)
- Sunset on the G-String (1968)
- Things that Make Us Sad (1968)
- Where and What Shall We Meet Again? — A Message of Despair (1969)
- An Era is Passing (1971), (1973)
- For Disillusionment (1976)
- Intellectuals in Korea (1976)
- The Sunset on the Ghandis (1976)
- A Path Secular (1977)
- With History, With Sorrow (1977)
- For Love (1978)
- Or Truth (1978)
- For the Poor (1978)
- Penance to the Horizon (1979)
- My Unnamable Spiritual (1979)
- Age of Despair & Hope (1985)
- You and I on Earth (1985)
- Flowers from Suffering (1986)
- Flow, Water (1987)
- Ko Un's Correspondence (1989)
- The Leaves Become Blue Mountain (1989)
- Wandering and Running at Full Speed (1989)
- History is Dreaming (1990)
- How I Wandered from Field to Field (1991)
- Diamond Sutra I Experience (1993)
- Meditation in the Wilderness (1993)
- Truth-Seeker (1993)
- I Will Not Be Awakened (1993)
- At the Living Plaza (1997)
- Morning with Poetry (1999)
- The Road Has Traces of Those Who Went Before (2001)
- The History I Met (2002)
- Towards a Plaza (2002)

### Reportages di viaggio
- Old Temples: My Pilgrimage, My Country (1974)
- Cheju Island (1975)
- A Trip to India (1993)
- Mountains and Rivers (1999)
- My Mountains and Rivers (1999)

### Lavori di letteratura critica
- Literature and People (1986)
- Poetry and Reality (1986)
- Twilight and Avant-Garde (1990)

### Biografie
- A Critical Biography of Yi Jungsŏp (1973)
- A Critical Biography of the Poet Yi Sang (1973)
- A Critical Biography of Han Yong-Un (1975)

### Autobiografia
- Son of Yellow Soil: My Childhood (1986)
- I, Ko Un, 3 Volumes (1993)
- My Bronze Period (1995) I & II

### Traduzioni
- Selected Poems of the Tang Dynasty (1974)
- Selected Poems of Tufu (1974)
- Chosa: Selected Poems by Kulwon (1975)
- Selected Poems form The Book of Odes (1976)

### Libri per bambini
- I am a Country Dog (1997)
- I Want to be a Postman
- Spook in the Rainy Day
- Chayŏng's Birthday party

## Riconoscimenti letterari e culturali
- Korean Literature Prize (1974, 1987)
- Manhae Literary Prize (1989)
- Joong-Ang Cultural Award (1991)
- Daesan Literary Prize (1994)
- Manhae Grand Prize (1998)
- Buddhist Literary Prize (1999)
- Danjae Prize (2004)
- Unification Award (2005)
- Bjornson Order for Literature (2005)